# Fosseremus americanus
Fosseremus americanus är en kvalsterart som först beskrevs av Arthur P. Jacot 1938.  Fosseremus americanus ingår i släktet Fosseremus och familjen Damaeolidae. Inga underarter finns listade i Catalogue of Life.